# Марша Мейсън
Марша Мейсън (на английски: Marsha Mason) е американска актриса и режисьор.

## Биография
Марша Мейсън е родена на 3 април 1942 година в Сейнт Луис, Мисури. Дъщеря е на Жаклин Хелена (Раковски) и Джеймс Джоузеф Мейсън, печатар.  Тя и по-малката ѝ сестра Линда (р. 1943) са отгледани като католици и израстват в Крестууд. Мейсън завършва гимназия Неринкс Хол (Nerinx Hall High School) и Университета Уебстър (Webster University), и двете в Уебстър Гроувс. Докато е в Уебстър, тя участва в различни театрални постановки.  Тя се състезава с Mazda RX-3 в автомобилни състезания на Спортния автомобилен клуб на Америка (SCCA).

### Кариера
Филмовият и дебют е в „Hot Rod Hullabaloo“, 1966. Следват участия във „Влюбеният Блум“ (1973), „Евтиният детектив“ (1978), „Макс Дюган се завръща“ (1983), „Стела“ (1990). В телевизията тя се появява в сапунената опера „Любовта на живота“ (1971 – 72) и получава номинация за награда „Еми“ за роля в сериала „Фрейзър“ (1997 – 98).
Марша Мейсън има дълга кариера и на сцената, като дебютира на Бродуей в комедията „Кактусово цвете“ през 1968 година. През 1999 година участва в „Затворникът от Второ авеню“ в Лондон. През 2000 година получава номинация за „Грами“ за най-добър комедиен албум. През 2006 година участва в американската премиерна продукция на „Хекуба“ в Чикагския шекспиров театър (Chicago Shakespeare Theater). Другите нейни участия на Бродуей включват „Нощта на игуаната“ (1996), „Стоманени магнолии“ (2005) и „Импресионизъм“ (2009).
Мейсън участва в телевизионните сериали „Госпожо Държавен секретар“ (2015 – 16) и „Добрата съпруга“ (2016) и има роли в сериала на Ей Би Си „По средата“ (2010 – 2017) и в сериала „Грейс и Франки“ на Нетфликс (2016).

### Личен живот
Марша Мейсън е омъжена за актьора Гари Кембъл от 1965 година до развода им през 1970 година. Вторият ѝ брак е с драматурга Нийл Саймън, който продължава от 1973 година до развода им през 1983 година.
Като дългогодишна жителка на Ню Мексико, тя има ферма в Абикиу, в която отглежда сертифицирани органични билки. В края на 1990-те години Мейсън продава билки на едро на компании както на местно, така и на регионално ниво, преди да започне линия за уелнес и продукти за баня и тяло, наречена „Отдих в реката“. През 2018 година завършва изграждането на дом на сенокос в окръг Личфийлд, Кънектикът, където живее. 

## Избрана филмография
| година | филм             | оригинално заглавие | роля          | режисьор    |
| ------ | ---------------- | ------------------- | ------------- | ----------- |
| 1977   | Момиче за сбогом | The Goodbye Girl    | Пола Макфадън | Хърбърт Рос |